# Кирхина
Кирхина (балка Кирхина, Корхунка) — река в России, протекает по Новониколаевскому району Волгоградской области. Устье реки находится в 48 км по правому берегу от устья реки Кардаил. Длина реки составляет 44 км, площадь водосборного бассейна — 337 км².

## Данные водного реестра
По данным государственного водного реестра России относится к Донскому бассейновому округу, водохозяйственный участок реки — Бузулук, речной подбассейн реки — Хопер. Речной бассейн реки — Дон (российская часть бассейна).
Код объекта в государственном водном реестре — 05010200412107000007774.